# Лобанов, Валентин Семёнович
Валентин Семёнович Лобанов — советский хозяйственный, государственный и политический деятель.

## Биография
Родился в 1931 году в Усолье. Член КПСС.
С 1954 года — на хозяйственной, общественной и политической работе. В 1954—2001 гг. — начальник смены опытного цеха, начальник смены производства на Ульбинском металлургическом заводе, помощник мастера, начальник отделения, начальник цеха, заместитель главного инженера на Березниковском магниевом заводе, начальник отдела производства титана и магния Министерства цветной металлургии, СССР, генеральный директор Березниковского титано-магниевого комбината, заместитель министра цветной металлургии СССР.
Лауреат Государственной премии СССР (1974).
Живёт в Москве.